# Финляндия на летних Олимпийских играх 2008
Финляндия на летних Олимпийских играх 2008 года в Пекине завоевала одну золотую, одну серебряную и две бронзовые медали и заняла 44-е место в общекомандном зачёте.
Для выступления на Олимпийских играх было проведено четыре этапа назначения атлетов (19 декабря 2007 года, 16 апреля 2008 года, 20 мая 2008 года и 21 июля 2008 года). Согласно планам Национального Олимпийского комитета Финляндии перед Олимпиадой, для Финляндии успешным выступлением было бы завоевание трёх медалей, одна из которых являлась бы золотой.
Стрелок Юха Хирви, который удостоился чести быть знаменосцем, и наездница Кира Киркланд вошли в историю Финляндии как спортсмены, участвующие в шестой раз в Олимпийских играх. За всю историю спорта в Финляндии таких участников было всего четверо.

## Медалисты
| Медаль | Имя спортсмена            | Вид спорта           | Дисциплина                                  |
| ------ | ------------------------- | -------------------- | ------------------------------------------- |
|        | Сату Мякеля-Нуммела       | Стрельба             | Женский трап                                |
|        | Минна Ниеминен Санна Стен | Академическая гребля | Парные двойки, лёгкий вес, женщины          |
|        | Хенри Хаккинен            | Стрельба             | Пневматическая винтовка, 10 метров, мужчины |
|        | Теро Питкямяки            | Лёгкая атлетика      | Метание копья                               |

## Состав олимпийской сборной Финляндии

### Лёгкая атлетика
Спортсменов — 1
Мужчины
| Дисциплина | Спортсмен    | Предварительный раунд | Предварительный раунд | Четвертьфиналы | Четвертьфиналы | Полуфиналы | Полуфиналы | Финал     | Финал |
| Дисциплина | Спортсмен    | Результат             | Место                 | Результат      | Место          | Результат  | Место      | Результат | Место |
| ---------- | ------------ | --------------------- | --------------------- | -------------- | -------------- | ---------- | ---------- | --------- | ----- |
| марафон    | Янне Хольмен |                       |                       |                |                |            |            | 2:14:44   | 19    |